# بخش کامروپ
بخش کامروپ (به انگلیسی: Kamrup district) یک منطقهٔ مسکونی در هند است که در Lower Assam Division واقع شده‌است. بخش کامروپ ۳٬۱۰۵ کیلومتر مربع مساحت و ۱٬۵۱۷٬۵۴۲ نفر جمعیت دارد.